# Franka Potente

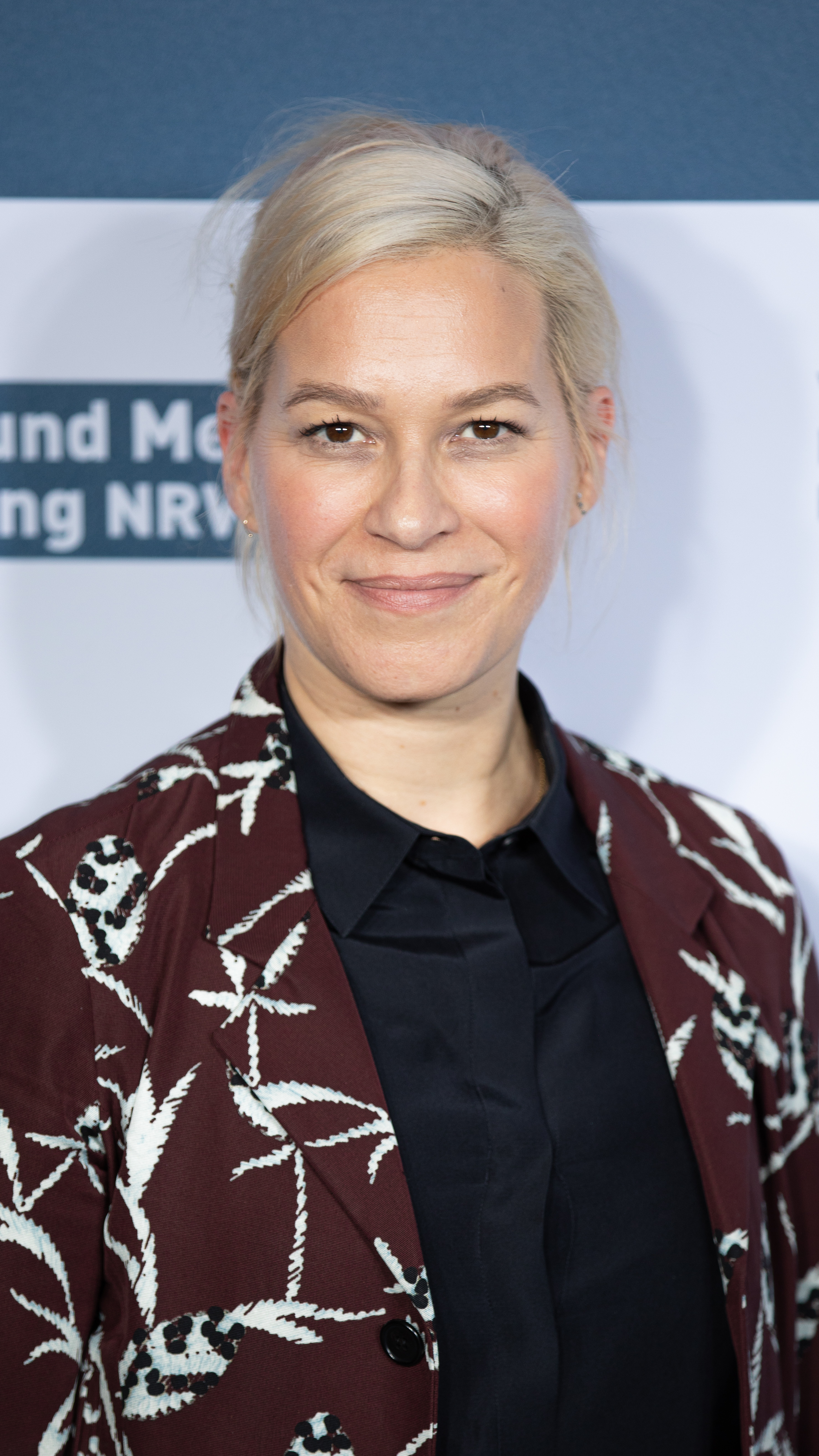
Franka Potente, 2019

Franka Potente (* 22. Juli 1974 in Münster) ist eine deutsche Schauspielerin, Filmregisseurin, Drehbuchautorin und Schriftstellerin. Ihren Durchbruch hatte sie 1998 mit der Titelrolle in Tom Tykwers Actionthriller Lola rennt.

## Leben

### Herkunft und Ausbildung
Franka Potente wuchs als das ältere von zwei Kindern eines Lehrers und einer medizinisch-technischen Assistentin in Dülmen auf. Sie ging dort auf das Clemens-Brentano-Gymnasium. Ihr italienischer Nachname geht auf den sizilianischen Urgroßvater zurück, einen Dachdecker, der im 19. Jahrhundert nach Deutschland gekommen war.
Mit 17 Jahren war sie als Austauschschülerin in Texas. 1994 machte sie in Dülmen das Abitur und begann in München an der Otto-Falckenberg-Schule eine Schauspielerausbildung, die sie jedoch nach zwei Jahren abbrach. Sie ging nach New York und belegte einen Kurs am Lee Strasberg Theatre and Film Institute.

### Film und Fernsehen
In einer Münchner Bar gab eine Casterin Potente ihre Visitenkarte. Sie rief eine Woche später zurück, was zu ihrer ersten Hauptrolle in Hans-Christian Schmids Film Nach Fünf im Urwald führte. Der französische Regisseur Henri Helman holte sie 1997 für eine Hauptrolle in Une vie pour une autre an der Seite von Line Renaud nach Frankreich.
Den Durchbruch zum Star bedeutete 1998 ihre Titelrolle in Tom Tykwers Actionthriller Lola rennt, der international Aufsehen erregte. Als künstlerisch ergiebig erwies sich 2000 eine weitere Zusammenarbeit mit Tykwer in Der Krieger und die Kaiserin. Es folgten einige Auftritte in Hollywood-Filmen, wie etwa 2001 in Blow mit Johnny Depp und 2002 in Die Bourne Identität mit Matt Damon. Potente, die wegen ihrer US-Karriere nach Los Angeles gezogen war, war jedoch mit der Qualität der ihr dort angebotenen Rollen nicht zufrieden.
Für den Kurzfilm Der die Tollkirsche ausgräbt schrieb sie innerhalb von drei Tagen ein Drehbuch und führte später auch Regie. Der 43-minütige Film handelt von einer komödiantischen Liebesgeschichte am Tag des Waffenstillstands 1918 und verwendet Erzählweisen des frühen Stummfilmkinos. Die Uraufführung fand auf der Berlinale 2006 statt. Im selben Jahr war sie in Oskar Roehlers Michel-Houellebecq-Verfilmung Elementarteilchen zu sehen und drehte an der Seite von Eric Bana den Film Unter der Sonne Australiens, das Regiedebüt des australischen Schauspielers Richard Roxburgh. Für den Film wurde sie 2007 für den AFI-Award des Australian Film Institute als beste Hauptdarstellerin nominiert.
Ab Mitte der sechsten Staffel der US-amerikanischen Serie The Shield spielte sie die Tochter eines armenischen Mafiosos, die in dessen dunkle Machenschaften verwickelt ist. 2008 war sie in Steven Soderberghs Film Che – Guerrilla über das Leben Che Guevaras die deutsche Guerillakämpferin Tamara Bunke. In der von Bernd Eichinger geplanten Verfilmung des erfolgreichen Historienromans Die Päpstin war Potente ursprünglich für die Titelrolle der Päpstin Johanna vorgesehen, solange Volker Schlöndorff Regisseur war. Im Mai 2008 wurde jedoch bekanntgegeben, dass die Rolle an ihre Kollegin Johanna Wokalek ging.
2008 stand Potente für die von Wolfgang Panzer inszenierte Fernsehadaption Die Brücke des gleichnamigen Antikriegsromans Die Brücke von Manfred Gregor vor der Kamera, einer Neuverfilmung des erfolgreichen Kinofilms Die Brücke von Bernhard Wicki aus dem Jahr 1959. Ebenfalls 2008 stellte das Filmfest München den Film Die Hetzjagd vor, in dem sie die Nazijägerin Beate Klarsfeld spielt. Im September 2009 war Potente zum Auftakt der 6. Staffel der Serie Dr. House als Gaststar der Doppelfolge „Broken“ in einer größeren Rolle zu sehen. Im September 2010 spielte sie als Gaststar in der US-Serie Psych in der Folge „One, Maybe Two, Ways Out“ die Rolle der US-Spionin Nadia. 2012 übernahm sie die Rolle der Anne Frank in der Serie American Horror Story. 2014 spielte sie die Eleanore Nacht an der Seite von Diane Kruger und Demián Bichir in der US-Serie The Bridge – America. Weitere Film- und Fernsehauftritte folgten, in deutschen wie internationalen Produktionen. Mit Home realisierte sie ihren ersten Langspielfilm, für den sie auch das Drehbuch schrieb. Der Film hatte im Oktober 2020 Premiere.

### Tätigkeit als Schriftstellerin
Basierend auf Potentes Briefwechsel mit dem Kollegen Max Urlacher während der Zeit in Los Angeles erschien im September 2005 ein Buch unter dem Titel Los Angeles – Berlin. Ein Jahr. Im Mai 2009 veröffentlichte sie zusammen mit ihrem Personal Trainer Karsten Schellenberg ihr zweites Buch, Kick Ass – Das alternative Workout. Im August 2010 erschien ihr erster Erzählband, Zehn.

### Engagement und Privates
2004 beteiligte Potente sich mit dem Punkmusiker Bela B der Band Die Ärzte an der Anti-Pelz-Kampagne der Tierrechtsorganisation PETA.
Nach Beziehungen mit Filmregisseur Tom Tykwer und US-Schauspieler Elijah Wood ist Franka Potente seit 2012 mit US-Schauspieler Derek Richardson verheiratet, mit dem sie in Los Angeles lebt und zwei 2011 und 2013 geborene Töchter hat.
Im Dezember 2024 machte Potente öffentlich, dass bei ihr im April 2023 Brustkrebs diagnostiziert worden war. Nach einer Operation und anschließender Strahlentherapie sei sie jetzt aber wieder krebsfrei, da es sich nicht um eine aggressive Krebsart gehandelt hätte und sie früh genug gefunden worden sei.

## Filmografie
Schauspielerin
- 1995: Nach Fünf im Urwald
- 1997: Die drei Mädels von der Tankstelle
- 1997: Une vie pour une autre
- 1997: Coming In
- 1997: Easy Day
- 1997: Rennlauf
- 1998: Opernball
- 1998: Lola rennt
- 1998: Bin ich schön?
- 1999: Downhill City
- 1999: Schlaraffenland
- 1999: Südsee, eigene Insel
- 2000: Anatomie
- 2000: Der Krieger und die Kaiserin
- 2001: Blow
- 2001: Storytelling
- 2002: Try Seventeen (All I Want)
- 2002: Die Bourne Identität (The Bourne Identity)
- 2003: Blueprint
- 2003: The Fan – Schatten des Ruhms (I Love Your Work)
- 2003: Anatomie 2
- 2004: Die Bourne Verschwörung (The Bourne Supremacy)
- 2004: Creep
- 2006: Elementarteilchen
- 2007: Unter der Sonne Australiens (Romulus, My Father)
- 2007: Eichmann
- 2007: The Shield – Gesetz der Gewalt (The Shield, Fernsehserie, drei Folgen)
- 2008: Che – Guerrilla (Che – Part Two: Guerrilla)
- 2008: Die Hetzjagd (La Traque)
- 2008: Die Brücke
- 2009: Dr. House (House, Fernsehserie, Folgen 6x01 & 6x02 Einer flog in das Kuckucksnest, Teil 1 + 2)
- 2010: Shanghai
- 2010: Psych (Fernsehserie, Folge 5x09 Die Spionin, die mich liebte)
- 2010: Valerie
- 2011: Laconia (Fernsehfilm)
- 2011: Beate Uhse – Das Recht auf Liebe (Fernsehfilm)
- 2012–2013: Copper – Justice is brutal (Copper, Fernsehserie, 20 Folgen)
- 2012: American Horror Story (Fernsehserie, zwei Folgen)
- 2014: The Bridge – America (The Bridge, Fernsehserie, 12 Folgen)
- 2016: Conjuring 2 (The Conjuring 2)
- 2016: Dark Matter
- 2016: Der Island-Krimi: Der Tote im Westfjord (Fernsehfilm)
- 2016: Der Island-Krimi: Tod der Elfenfrau (Fernsehfilm)
- 2017: Taboo (Fernsehserie, 8 Folgen)
- 2018: Muse (Musa)
- 2018: Claws (Fernsehserie, 10 Folgen)
- 2018: Blanco (Fernsehfilm)
- 2018: 25 km/h
- 2018: Between Worlds
- 2019: The Haunted Swordsman (Kurzfilm, Stimme)
- 2022–2023: Titans (Fernsehserie)
- 2022: Echo 3 (Fernsehserie)
- 2025: Mayfair Witches (Fernsehserie)

Regisseurin
- 2006: Der die Tollkirsche ausgräbt (43-minütiger fast-SW-Stummfilm)
- 2020: Home

Autorin
- 2006: Der die Tollkirsche ausgräbt, Drehbuch
- 2020: Home, Drehbuch

## Diskografie
Singles

| Jahr | Titel Album                                | Höchstplatzierung, Gesamtwochen, AuszeichnungChartplatzierungen (Jahr, Titel, Album, Platzierungen, Wochen, Auszeichnungen, Anmerkungen) | Höchstplatzierung, Gesamtwochen, AuszeichnungChartplatzierungen (Jahr, Titel, Album, Platzierungen, Wochen, Auszeichnungen, Anmerkungen) | Höchstplatzierung, Gesamtwochen, AuszeichnungChartplatzierungen (Jahr, Titel, Album, Platzierungen, Wochen, Auszeichnungen, Anmerkungen) | Anmerkungen                                            |
| Jahr | Titel Album                                | DE | AT | CH | Anmerkungen                                            |
| ---- | ------------------------------------------ | --- | --- | --- | ------------------------------------------------------ |
| 1998 | Wish (Komm zu mir) Lola rennt (Soundtrack) | DE5 Gold · (20 Wo.)DE | AT12 (10 Wo.)AT | CH2 (12 Wo.)CH | Erstveröffentlichung: 7. Juli 1998 mit Thomas D        |
| 1999 | Easy Day –                                 | DE70 (9 Wo.)DE | — | — | Erstveröffentlichung: 10. Mai 1999 mit Bananafishbones |

Weitere Singles
- 1998: Running One, Running Two, Running Three (aus dem Soundtrack von Lola rennt)
- 1998: Believe (aus dem Soundtrack von Lola rennt)
- 2001: Wish (aus dem Soundtrack von Hals über Kopf)

## Bibliografie
- Mit Max Urlacher: Berlin–Los Angeles. Ein Jahr. Herder, Freiburg im Breisgau 2005, ISBN 3-451-28847-8.
- Mit Karsten Schellenberg: Kick Ass – Das alternative Workout. Goldmann, München 2009, ISBN 978-3-442-39161-5.
- Zehn. Stories. Piper, München/Zürich 2010, ISBN 978-3-492-05423-2. (als Piper Taschenbuch 7367, 2012, ISBN 978-3-492-27367-1)
- Allmählich wird es Tag. Roman. Piper, München/Zürich 2014, ISBN 978-3-492-05494-2.

## Auszeichnungen
- 1995: Bayerischer Filmpreis als Beste Nachwuchsschauspielerin (geteilt mit Heike Makatsch)
- 1998:
  - Bayerischer Fernsehpreis für Opernball
  - Bambi für Lola rennt
  - Genfer Filmpreis
  - MTV Europe Music Award in der Kategorie MTV Select – Mitteleuropa (gemeinsam mit Thomas D; für Wish (Komm Zu Mir))
  - Shooting Star auf der Berlinale
- 1999: Deutscher Filmpreis als Schauspielerin des Jahres für Lola rennt
- 2000: Deutscher Filmpreis als Schauspielerin des Jahres für Anatomie
- 2002: Deutscher Videopreis
- 2002: Capo Ciceo Preis, deutsch-italienischer Kulturpreis
- 2021: Margot-Hielscher-Preis[11]